# Aimé Pallière
Pour les articles homonymes, voir Pallières.
Aimé Pallière, né le 17 novembre 1868 à Lyon 5e et mort le 24 décembre 1949 à Saint-Michel-de-Frigolet (Tarascon), est un écrivain et journaliste français, pratiquant noahide et disciple du rabbin Elie Benamozegh, dont il a édité en 1914 le livre Israël et l'humanité. Étude sur le problème de la religion universelle et sa solution.

## Éléments biographiques
- Prédicateur à la synagogue de la rue Copernic à Paris.
- A participé à la création de l'Union libérale israélite.
- A dirigé l'Union universelle de la jeunesse juive et le Fonds national juif (1926-1935)
- A dirigé avec le grand-rabbin Jules Bauer la revue juive Foi et Réveil.
- Vers la fin de sa vie, il demeure chez le rabbin David Feuerwerker, au 14 place des Vosges, à Paris, à qui il lègue sa collection d'Hébraica.

## Publications
- Préface et édition d'Elie Benamozegh, Israël et l'humanité. Étude sur le problème de la religion universelle et sa solution. Avant-propos d'Alfred Lévy. Paris, E. Leroux, 1914.
- Le Voile soulevé. Paris, Éditions La Bourdonnais. 1937.
- Le Sanctuaire inconnu : ma « conversion » au judaïsme. Paris, Rieder, 1926, 229 p.
- Bergson et le judaïsme. Paris, F. Alcan, 44 p. (conférence faite à l'association Chema Israël, à Paris, le 11 décembre 1932)
- Le Livre du Chabbat : recueil de textes de la littérature juive [réunis et traduits] par Aimé Pallière et Maurice Liber. Fondation Séfer, 1974, 92 p.